# Coliseu José Miguel Agrelot
O Coliseu José Miguel Agrelot, oficialmente denominado Coliseo de Puerto Rico José Miguel Agrelot, é uma grande arena indoor localizada em San Juan, Porto Rico. Construída pelo governo porto-riquenho em 2004 para o entretenimento local, tem capacidade de máxima de 18.500 espectadores (a maior arena de Porto Rico). Foi batizada em homenagem a José Miguel Agrelot, um dos ícones do entretenimento nacional. Atualmente a arena é a casa da equipe de basquetebol Cangrejeros de Santurce. 
O grupo mexicano RBD é recordista de ingressos vendidos na arena.
A arena indoor foi o palco da última apresentação da turnê Femme Fatale Tour, da popstar Britney Spears. Com todos os ingressos vendidos.

## Lista de eventos
| País                 | Artista             | Data                    | Evento                          | Observações                                                                     |
| -------------------- | ------------------- | ----------------------- | ------------------------------- | ------------------------------------------------------------------------------- |
| Espanha              | Alejandro Sanz      | 21 de outubro de 2007   | El Tren de los Momentos Tour    | [ 1 ]                                                                           |
| México               | Ana Gabriel         | 2 de novembro de 2007   | Arpegios de Amor Tour           | [ 2 ]                                                                           |
| Estados Unidos       | Aventura            | 4 de dezembro de 2008   | Corazoncito World Tour          | [ 3 ]                                                                           |
| Estados Unidos       | Aventura            | 5 de dezembro de 2008   | Corazoncito World Tour          | [ 3 ]                                                                           |
| Estados Unidos       | Aventura            | 6 de dezembro de 2008   | Corazoncito World Tour          | [ 3 ]                                                                           |
| Estados Unidos       | Aventura            | 7 de dezembro de 2008   | Corazoncito World Tour          | [ 3 ]                                                                           |
| Estados Unidos       | Aventura            | 10 de dezembro de 2008  | Corazoncito World Tour          | [ 3 ]                                                                           |
| Estados Unidos       | Aventura            | 3 de dezembro de 2010   | The Last - In Concert           | [ 4 ]                                                                           |
| Estados Unidos       | Aventura            | 4 de dezembro de 2010   | The Last - In Concert           | [ 4 ]                                                                           |
| Estados Unidos       | Aventura            | 5 de dezembro de 2010   | The Last - In Concert           | [ 4 ]                                                                           |
| Estados Unidos       | Beyoncé             | 28 de setembro de 2013  | The Mrs. Carter Show World Tour | [ 5 ]                                                                           |
| Estados Unidos       | Bon Jovi            | 8 de junho de 2007      | Lost Highway Tour               | [ 6 ]                                                                           |
| Estados Unidos       | Britney Spears      | 10 de dezembro de 2011  | Femme Fatale Tour               | [ 7 ]                                                                           |
| Porto Rico           | Chayanne            | 11 de fevereiro de 2011 | No Hay Imposibles Tour          | [ 8 ]                                                                           |
| Porto Rico           | Chayanne            | 12 de fevereiro de 2011 | No Hay Imposibles Tour          | [ 8 ]                                                                           |
| Porto Rico           | Chayanne            | 13 de fevereiro de 2011 | No Hay Imposibles Tour          | [ 8 ]                                                                           |
| Porto Rico           | Chayanne            | 2 de outubro de 2015    | En Todo Estaré Tour             | [ 9 ]                                                                           |
| Porto Rico           | Chayanne            | 3 de outubro de 2015    | En Todo Estaré Tour             | [ 9 ]                                                                           |
| Espanha              | David Bisbal        | 20 de outubro de 2007   | Premonición Tour                | [ 10 ]                                                                          |
| Porto Rico           | Divino              | 26 de outubro de 2007   | Noche de Estrellas Fidelity     | [ 11 ]                                                                          |
| Espanha              | Enrique Iglesias    | 29 de janeiro de 2011   | Euphoria Tour                   | [ 12 ]                                                                          |
| Porto Rico           | Gilberto Santa Rosa | 26 de outubro de 2007   | Noche de Estrellas Fidelity     | [ 11 ]                                                                          |
| México               | Gloria Trevi        | 26 de outubro de 2007   | Noche de Estrellas Fidelity     | [ 11 ]                                                                          |
| Reino Unido          | Iron Maiden         | 14 de abril de 2011     | The Final Frontier World Tour   | [ 13 ]                                                                          |
| República Dominicana | Juan Luis Guerra    | 26 de outubro de 2007   | Noche de Estrellas Fidelity     | [ 11 ]                                                                          |
| Colômbia             | Juanes              | 26 de outubro de 2007   | Noche de Estrellas Fidelity     | [ 11 ]                                                                          |
| Espanha              | La Quinta Estación  | 13 de outubro de 2007   | Tour El Mundo se Equivoca       | [ 14 ]                                                                          |
| Estados Unidos       | Marc Anthony        | 29 de setembro de 2006  | Sigo Siendo Yo Tour             | [ 15 ]                                                                          |
| Estados Unidos       | Marc Anthony        | 30 de setembro de 2006  | Sigo Siendo Yo Tour             | [ 15 ]                                                                          |
| Estados Unidos       | Maroon 5            | 30 de janeiro de 2011   | Hands All Over Tour             | [ 16 ]                                                                          |
| Chile                | Myriam Hernández    | 26 de outubro de 2007   | Noche de Estrellas Fidelity     | [ 11 ]                                                                          |
| Porto Rico           | Olga Tañón          | 26 de outubro de 2007   | Noche de Estrellas Fidelity     | [ 11 ]                                                                          |
| México               | RBD                 | 2 de dezembro de 2005   | Tour Generación RBD             |                                                                                 |
| México               | RBD                 | 4 de dezembro de 2005   | Tour Generación RBD             | Duas apresentações no mesmo dia                                                 |
| México               | RBD                 | 27 de agosto de 2006    | Tour Generación RBD             | Duas apresentações no mesmo dia                                                 |
| México               | RBD                 | 28 de outubro de 2006   | Noche de Estrellas Fidelity     |                                                                                 |
| México               | RBD                 | 15 de setembro de 2007  | Tour Celestial                  |                                                                                 |
| México               | RBD                 | 13 de abril de 2008     | Empezar Desde Cero World Tour   |                                                                                 |
| México               | Reik                | 26 de outubro de 2007   | Noche de Estrellas Fidelity     | [ 11 ]                                                                          |
| Brasil               | Roberto Carlos      | 6 de junho de 2012      | Tour Emociones 2012             | [ 17 ]                                                                          |
| Brasil               | Roberto Carlos      | 25 de novembro de 2015  | Turnê 2015                      | [ 18 ]                                                                          |
| Estados Unidos       | Usher               | 5 de março de 2005      | One Night, One Man              | Com a participação de Beyoncé, Daddy Yankee, Ludacris, Fat Joe e Jermaine Dupri |
| Porto Rico           | Zion                | 21 de novembro de 2007  | Welcome to My World             | [ 20 ]                                                                          |